# Sidas Cone
Sidas Cone är ett berg i Kanada.   Det ligger i provinsen British Columbia, i den centrala delen av landet, 3 900 km väster om huvudstaden Ottawa. Toppen på Sidas Cone är 1 543 meter över havet. Sidas Cone ingår i Spectrum Range.
Terrängen runt Sidas Cone är huvudsakligen lite bergig. Trakten runt Sidas Cone är nära nog obefolkad, med mindre än två invånare per kvadratkilometer.. Det finns inga samhällen i närheten.
I omgivningarna runt Sidas Cone växer i huvudsak barrskog.